# Виборчий округ 118
Виборчий округ 118 — виборчий округ у Львівській області. В сучасному вигляді був утворений 28 квітня 2012 постановою ЦВК №82 (до цього моменту існувала інша система виборчих округів). Окружна виборча комісія цього округу розташовується в приміщенні центру творчості дітей та юнацтва Галичини за адресою м. Львів, вул. А. Вахнянина, 29.
До складу округу входять частини Личаківського (окрім території на захід від вулиці Пасічної та території прилеглої до Шевченківського гаю з півночі і півдня) і Шевченківського районів міста Львів, а також Пустомитівський район. Виборчий округ 118 межує з округом 120 на заході, з округами 116, 117, 118 (місто Львів) і 122 на північному заході, з округом 122 на півночі, з округом 119 на північному сході та з округом 123 на сході, на південному сході і на півдні. Виборчий округ №118 складається з виборчих дільниць під номерами 460904-461002, 461929-461930, 461933-461934, 461937-461939, 461943-461946, 461951-461953, 461960-461961, 462095-462108, 462114-462118, 462151-462152, 462157, 462160 та 462162.

## Народні депутати від округу
| Ім'я                        | Фото | Партія               | Скликання | Дата набуття повноважень | Дата припинення повноважень |
| --------------------------- | ---- | -------------------- | --------- | ------------------------ | --------------------------- |
| Михальчишин Юрій Адріянович |      | Свобода              | 7-ме      | 12 грудня 2012           | 27 листопада 2014           |
| Дубневич Богдан Васильович  |      | Блок Петра Порошенка | 8-ме      | 27 листопада 2014        | 29 серпня 2019              |
| Васильченко Галина Іванівна |      | Голос                | 9-те      | 29 серпня 2019           |                             |

## Результати виборів

### Парламентські

#### 2019
Кандидати-мажоритарники:
- Васильченко Галина Іванівна (Голос)
- Дубневич Богдан Васильович (самовисування)
- Федецький Артем Андрійович (Слуга народу)
- Кльофа Тарас Григорович (Самопоміч)
- Мельничук Любомир Анатолійович (Свобода)
- Дорош Уляна Миколаївна (Громадянська позиція)
- Жиравецький Андрій Михайлович (Сила і честь)
- Юськевич Ірина Ігорівна (самовисування)
- Павлів Андрій Петрович (самовисування)
- Косик Орест Володимирович (самовисування)
- Вуй Юрій Ярославович (Аграрна партія України)

#### 2014
Кандидати-мажоритарники:
- Дубневич Богдан Васильович (Блок Петра Порошенка)
- Лубківський Данило Романович (самовисування)
- Середа Степан Васильович (самовисування)
- Мудрий Ярослав Ярославович (самовисування)
- Ткачук Андрій Андрійович (Радикальна партія)
- Галич Іван Борисович (самовисування)
- Васьків Ігор Михайлович (Батьківщина)
- Лабецький Олександр Миронович (самовисування)
- Бутенко Сергій Анатолійович (самовисування)
- Мацях Олександр Васильович (самовисування)
- Нєкрасов Ігор Євгенович (Комуністична партія України)

#### 2012
Кандидати-мажоритарники:
- Михальчишин Юрій Адріянович (Свобода)
- Дубневич Богдан Васильович (самовисування)
- Мандзюк Тарас Ігорович (УДАР)
- Загорський Володимир Степанович (Партія регіонів)
- Василько Ростислав Степанович (Комуністична партія України)
- Пущак Микола Зіновійович (Україна — Вперед!)
- Будулич Андрій Володимирович (самовисування)
- Великач Зеновій Мирославович (самовисування)
- Свелеба Ярослав Богданович (Українська національна асамблея)
- Снєгирьов Дмитро Васильович (самовисування)
- Іщук Андрій Богданович (Народна партія)

## Явка
Явка виборців на окрузі: